# Jean Roquel
Jean Roquelle dit Jean Roquel, né le 9 janvier 1933 dans le 6e arrondissement de Paris et mort le 26 avril 1991 à l'hôpital Saint-Antoine dans le 12e arrondissement de Paris, est un acteur français.

## Filmographie partielle
- 1958 : La Bonne Tisane de Hervé Bromberger : le jeune époux
- 1959 : Asphalte de Hervé Bromberger
- 1959 : Les Dragueurs de Jean-Pierre Mocky : un ami de Freddy
- 1970 : Les Novices de Guy Casaril : le chauffeur de taxi
- 1972 : La Mandarine d'Édouard Molinaro : Gaston, le garçon d'étage
- 1972 : Elle cause plus... elle flingue de Michel Audiard
- 1973 : Traitement de choc d'Alain Jessua : Marcel Lussac
- 1976 : Cours après moi que je t'attrape de Robert Pouret
- 1980 : Rendez-moi ma peau de Patrick Schulmann : le prêtre
- 1985 : Adieu blaireau de Bob Decout
- 1986 : Qui trop embrasse de  Jacques Davila : le chef de service
- 1990 : La Campagne de Cicéron de Jacques Davila : Charles-Henry
- 1990 : Trois années de Fabrice Cazeneuve : Pierre
- 1991 : Le Jour des rois de Marie-Claude Treilhou : Hervé